# Chevaughn Walsh
Chevaughn Walsh (sinh ngày 14 tháng 5 năm 1995) là một cầu thủ bóng đá người Jamaica đang thi đấu ở vị trí tiền đạo cho câu lạc bộ Portmore United tại Jamaica Premier League.

## Danh hiệu
Portmore United
- Lynk Cup: 2023